# Xàjar-ad-Durr
Al-Màlika Ísmat-ad-Din Umm-Khalil (o Walidat-Khalil) Xàjar-ad-Durr (àrab: الملكة عصمة الدين أم خليل (والدة خليل) شجر الدر, al-Malika ʿIṣmat ad-Dīn Umm Ḫalīl (Wālidat Ḫalīl) Xajar ad-Durr), més coneguda simplement com a Xàjar-ad-Durr (literalment ‘Collar de Perles’) o com Umm-Khalil o Wàlidat-Khalil (literalment ‘mare de Khalil’, en referència al fill tingut amb el sultà as-Sàlih Ayyub) (morta en 1257) fou una reina aiúbida, vídua d'as-Sàlih Ayyub, mort en 1249. Era d'origen servil, i havia estat comprada pel seu futur marit al Llevant (quan encara no era sultà), li va donar un fill, Khalil (as-Sàlih es va casar amb Xàjar-ad-Durr després de nàixer Khalil), i el va acompanyar en la detenció que va patir as-Sàlih el 1239, quan fou capturat a Nablús i tancat a Kerak durant la lluita amb el seu germà al-Àdil (128-1240). També el van acompanyar a aquesta presó el mameluc Rukn-ad-Din Baybars (sense relació amb el futur sultà Baybars I) i el seu fill Khalil. A l'any següent va esdevenir sultà i va anar amb ell i el fill al Caire (i també amb Baybars). Allí Khalil va rebre el títol d'al-Mansur, però va morir posteriorment abans que el seu pare.
L'abril de 1249 as-Sàlih es va posar malalt estant a Síria i va tornar a Egipte establint-se a Ashmum-Tanah, prop de Damiata quan va saber que el rei Lluís IX de França preparava una croada a Xipre en contra d'Egipte. El juny de 1249 els croats van desembarcar a Damiata i el sultà es va fixar a la ciutat d'al-Mansura on va morir el 22 de novembre de 1249. La vídua va informar de la mort al cap de l'exèrcit Fakhr-ad-Din Yússuf ibn Xaykh aix-Xuyukh i a Tawaixi Jamal-ad-Din Muhsin, cap dels eunucs que dirigien el palau, i davant de la situació que vivia el país es va decidir amagar la mort del sultà; el seu cos fou transportat en secret al castell de l'illa al-Rudah, al Nil. No s'havia dictat cap disposició per la successió i un alt dignatari, el cap dels mamelucs del difunt, Faris ad-Din Aktai fou enviat a Hasankeyf (Hisn Kayfa) per cridar al tron al fill Turan-Xah ibn as-Sàlih Ayyub. Abans de morir, Xàjar-ad-Durr havia fet signar al sultà diversos papers en blanc que ara va utilitzar junt amb Fakhr al-Din per emetre decrets i dona ordres reials com si el sultà fos viu, doncs el poble i la major part dels oficials pensaven que el sultà estava malalt i no sabien que era mort; en un d'aquests decrets el sultà "malalt" ordenava als alts oficials, mamelucs i militars de fer jurament de fidelitat al seu fill i hereu Turan-Xah i a l'atabeg Fakhr ad-Din Yussuf.
La notícia de la mort del sultà fou coneguda pels croats a Damiata, no se sap com. Això, i l'arribada de reforços dirigits per Alfons comte de Poitou, germà del rei Lluís IX el Sant, els va encoratjar i van decidir avançar cap al Caire. Una força manada per Robert I d'Artois, germà del rei, va creuar el canal d'Ashmum (modern Albahr Alsaghir) i va atacar el campament egipci a Gideila a uns 3 km d'al-Mansurah. Fakhr al-Din va morir en aquest sobtat atac dels croats que llavors van avançar cap al-Mansurah. Xàjar al-Durr i el mameluc Baibars van planejar la defensa de la ciutat i la força croada va quedar atrapada dins la vila i Robert d'Artois va resultar mort, quedant la força cristiana aniquilada per una força egípcia i la població de la ciutat sota la direcció de tres mamelus: Bàybars al-Bundukdarí, Izz-ad-Din Àybak i Qalàwun al-Alfi.
El febrer de 1250 arribava des de Hisn Kayfa el sultà al-Muazzam Turan-Xah i era entronitzat com al-Màlik Turan-Xah. No va tenir temps d'anar al Caire. Xàjar-ad-Durr va considerar que havia arribat el relleu i va fer publica la mort del seu marit. Turan-Xah es va dirigir cap al-Mansura con el 6 d'abril de 1250 els croats van acabar totalment derrotats a la batalla de Fariskur i el rei Lluís IX fou fet presoner.
Turan-Xah es va adonar de seguida que no podria gaudir plenament del poder mentre els mamelucs de la guàrdia del seu pare i la reina Xàjar al-Durr tinguessin algun paper. Així que va començar a detenir alguns oficials i en va substituir altres per gent que havien vingut amb ell des del Diyar Bakr. Després va enviar un missatge a la reina, que era a Jerusalem, a la que convidava a entregar-li totes les riqueses i joies que havien estat del seu pare; le petició i sobretot les maneres de Turan-Xah van molestar profundament a la reina i va fer part del seu malestar als mamelucs, denunciant les amenaces i ingratitud de Turan-Xah. Els mamelucs i en especial Faris ad-Din Aktai, es van posar furiosos. D'altra banda Turan-Xah era addicte a la beguda i quan bevia maltractava als que havien estat els criats i mamelucs del seu pare. Així un grup de mamelucs el va assassinar a Fariskur l'1 de maig de 1250 després de regnar efectivament només tres mesos. L'endemà Xàjar ad-Durr era posada al tron pels mamelucs i els principals amirs, però el canvi de posició va quedar marcat pel nomenament del mameluc Izz-ad-Din Àybak at-Turkumaní en qualitat d'atabak al-asakir (comandant en cap). La reina, que ara era a la ciutadella de la Muntanya al Caire, va acceptar i va agafar el nom reial d'al-Màlika Ismat-ad-Din Umm-Khalil Xàjar-ad-Durr, amb alguns títols més com màlikat al-muslimín (‘reina dels musulmans’) i sobretot wàlidat al-Màlik al-Mansur Khalil amir al-muminín (‘mare d'al-Màlik al-Mansur Khalil emir dels creients’) del que derivava la seva legitimitat i amb el qual fou esmentada a la khutba del divendres (umm al-Màlik Khalil, ‘mare d'al-Malik Khalil’) i sahíbat al-Màlik as-Sàlih (‘esposa d'al-Màlik as-Sàlih’). Es van encunyar monedes amb els seus títols i signava els decrets com Wàlidat-Khalil.
Poc temps després l'amir Hussam al-Din fou enviat a entrevistar-se amb el rei Lluís IX de França que estava empresonat a al-Mansurah i se li va permetre abandonar Egipte viu després de pagar la meitat del rescat que se li havia imposat i l'entrega de Damiata. Aquesta fou entregada als egipcis i Lluís IX va salpar cap a Acre el 8 de maig de 1250 junt amb 12.000 expresoners.
Per aquests dies va arribar a Síria la notícia de la mort del sultà Turan-Xah i l'entronització de Xàjar ad-Durr. Els amirs de Síria eren convidats a anar al Caire a fer homenatge a la reina. Però encapçalats pel príncep aiúbida d'Alep an-Nàssir Yússuf ibn al-Aziz (1236-1260) es van negar al reconeixement. an-Nàssir es va apoderar de Damasc entregat pels amirs. Els amirs lleials als aiubites a Egipte foren arrestats en revenja. El califa abbàssida de Bagdad, al-Mustàssim, també va refusar reconèixer a la reina i el seu reconeixement era l'únic que l'època donava legitimitat. Així els mamelucs van decidir posar final a la dinastia i proclamar sultà a Àybak com al-Malik al-Muizz (11 de juliol del 1250). Aquest es va casar amb la reina que va abdicar en favor seu. Àybak es va declarar el representant abbàssida a Egipte per satisfer el califa. Per aturar la revolta siriana va nomenar un infant aiubita conegut com al-Malik al-Àixraf II Musa (de la branca dels aiubites del Iemen) com a co-sultà. Però aquest infant no tenia cap poder i els amirs i aiubites sirians no ho van acceptar i va esclatar la guerra; el califa abbàssida, amoïnat per una possible incursió mongola, va intentar imposar la pau i finalment es va arribar a un acord quan l'exèrcit mameluc es va mostrar superior: el sud de Palestina, incloent Gaza i Jerusalem, i la costa de Síria, quedaria subjecte al govern del Caire. Amb aquest tractat els mamelucs egipcis van adquirir nous territoris i van aconseguir el reconeixement del seu estat. Durant aquest conflicte que es va acabar el 1254, es va produir (1253) una revolta a l'Alt Egipte i a l'Egipte Mitjà dirigida per Hisn al-Din Thalab que fou aplanada pel vell mameluc Faris ad-Din Aktai al-Djamadar, cap dels mamelucs del sultà aiubita as-Sàlih Ayyub coneguts com a salihiyya. El 1254 aquest mameluc es va proclamar co-sultà, i va contractar un matrimoni polític amb una princesa aiubita exigint que residís a la ciutadella del Caire. Aquest creixent poder de la facció dels mamelucs Salihiyya (dins dels bahrites o bahriyya), els membres de la qual eren partidaris de la reina Xàjar ad-Durr, va provocar el temor d'Àybak que va enviar al seu mameluc Qútuz (els mamelucs d'Àybak formaven la facció dels Muiziyya) que va assassinar Aktai; els salihiyya es van haver d'exiliar a Síria, amb An-Nàssir Yússuf ibn al-Aziz; entre els exiliats hi havia destacats mamelucs com Bàybars i Qalàwun. Àybak va esdevenir líder absolut d'Egipte.
El 1257 va esclatar una forta disputa entre el sultà Àybak i Xàjar. Entre altres coses aquesta li demanava a Àybak no sols que no veiés a la seva altra dona, Umm Ali (que fou la mare del sultà al-Mansur Alí), sinó que se'n divorciés; però Àybak buscava l'aliança contra un amir amb poder suficient per ajudar-lo davant la possible amenaça dels mamelucs que havien fugit a Síria i en comptes de divorciar-se es va casar per tercera vegada amb la filla de Badr ad-Din Lulu, atabeg de Mossul. Badr-ad-Din Lulu va advertir a Àybak que Xàjar ad-Durr estava en contacte amb An-Nàssir Yússuf a Damasc i la reina va percebre el risc i a més a causa de la boda es considerava traïda per Àybak, al que havia fet sultà, i el va fer assassinar per uns servidors mentre es banyava (10 d'abril del 1257).
La reina va informar que Àybak havia mort durant la nit de manera sobtada però els seus mamelucs (els Muiziyya) dirigits per Qútuz, no la van creure i els servidors involucrats van confessar sota tortura. La reina fou arrestada i els mamelucs d'Àybak la volien matar però fou protegida per mamelucs salihyya i posada en seguretat a la Torre Roja on va romandre junt amb els servidors implicats. El fill d'Àybak, de 15 anys, al-Mansur Alí, fou instal·lat com a nou sultà. Shajar al-Durr fou finalment morta pels criats d'al-Mansur Ali i de la seva mare; el seu cos despullat fou deixat abandonat fora de la ciutadella; els servidors implicats en al mort d'Àybak foren executats. Fou enterrada en una tomba no lluny de la mesquita de Tulun.